# Bettinaschule

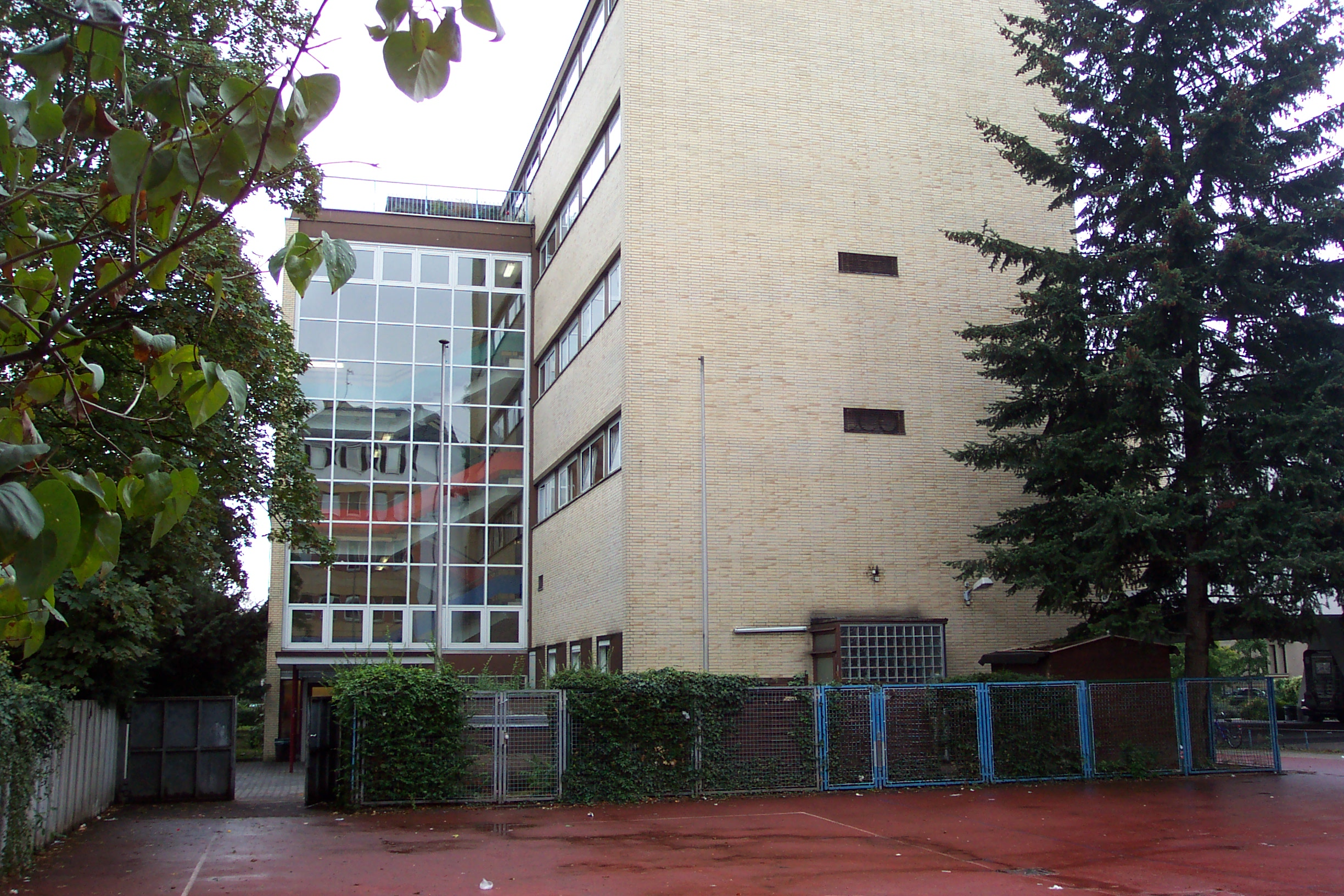
Bettinaschule

Die Bettinaschule ist ein Gymnasium in Frankfurt am Main, Stadtteil Westend, benannt nach der Schriftstellerin Bettina von Arnim. An der Schule werden etwa 1000 Schüler von etwa 64 Lehrkräften sowie 10 Referendaren unterrichtet (Stand April 2025).

## Geschichte
Die Bettinaschule geht auf die 1855 gegründete Städtische höhere Bürgerschule für Knaben und Mädchen in Bockenheim zurück, das damals noch eine selbständige Stadt vor den Toren Frankfurts war. Die Bürgerschule teilte sich 1877 in eine Höhere Töchterschule und eine Schule für Jungen auf. Letztere ist heute die Liebigschule. Nach der Eingemeindung Bockenheims 1895 erhielt die Schule 1898 den Namen Viktoriaschule, vermutlich nach Kaiserin Auguste Viktoria. Die Viktoriaschule bezog einen repräsentativen Neubau an der Senckenberganlage im südlichen Westend, unmittelbar neben der Wöhlerschule. 1908 wurde die Schule zu einem städtischen Lyzeum, so dass hier die Hochschulreife erlangt werden konnte. Seit 1923 war die Viktoriaschule als Oberrealschule anerkannt.
Im Jahr 1933, nachdem mit Ludwig Gerber ein überzeugter Nationalsozialist als Schulleiter eingesetzt wurde, musste ein Großteil der jüdischen Schüler und Lehrer die Schule verlassen. An sie erinnert ein Gedenkstein auf dem Schulhof.
Nach dem Krieg, als nahezu alle Frankfurter Schulen zerstört oder schwer beschädigt waren, erhielten in der Viktoriaschule zeitweise auch die Schüler der benachbarten Wöhlerschule Unterricht. Im Jahr 1947 wurde die Schule schließlich auf Anordnung der amerikanischen Militärregierung hin in Bettinaschule umbenannt. Namensgeberin war die Schriftstellerin Bettina von Arnim. 1961 wurde der Neubau in der Feuerbachstraße im Westend fertiggestellt. Seit dem 1. September 1967 nimmt die Bettinaschule auch Jungen auf.

### Gedenkstätte
Die Errichtung der Gedenkstätte war das Resultat eines Projektes Erinnern für die Zukunft – Gedenkstätte für ehemalige jüdische Mitschülerinnen der Schülervertretung der Bettinaschule. Für dieses Engagement erhielt 2001 die Bettinaschule den Friedenspreis der Frankfurter Schulen. Das als Gedenkstätte für ehemalige jüdische Viktoriaschülerinnen benannte Erinnerungsprojekt besteht aus zwei Elementen, einem offenen Gedenkarchiv in der Schule und einem Denkmal auf dem Schulhof.

## Angebot
Der Schwerpunkt der Schule liegt im künstlerischen Bereich mit zahlreichen Angeboten in Kunst, Musik (Schulchor) sowie einer Theater- oder Tanz-AG (Dance Community). In der 5. und 6. Klasse gibt es Orchesterklassen mit drei Stunden Musikunterricht pro Woche, in der Mittelstufe wird für interessierte Schüler zusätzlicher Musikunterricht angeboten. Im Rahmen des Projektes Ganzheitliches Nachmittagsangebote der Stadt Frankfurt und des Landes Hessen gibt es zahlreiche Arbeitsgemeinschaften, Hausaufgabenhilfe und Stützkurse, an denen die Schüler freiwillig teilnehmen können. In der Mittagspause werden im Schulcafé zwei warme Mahlzeiten angeboten.

## Schulzeitung
Die Schülerzeitung der Bettinaschule heiß bis 2019 Betti.Times. An der Zeitung arbeiten ausschließlich Schülerinnen und Schüler. 2006 und 2009 gewann sie den Schüler-Presse-Preis der Frankfurter Sparkasse und der Frankfurter Neuen Presse. Seit 2019 erscheint die Zeitung als reines Onlineformat unter dem Namen BettiVersum.  Es erscheinen regelmäßig Artikel zu Schulthemen sowie Interviews mit Lehrkräften der Schule.

## Schülervertretung Bettinaschule
Die Schülervertretung repräsentiert alle Schüler und informiert diese über Neuigkeiten rund um die Schule. Weiter organisiert sie Projekte wie
- Unterstufenparty
- Bettina-Cup
- Kinoabend
- Nikolaus-Verschenk-Aktion
- Spendenaktionen für Krisengebiete
- Jahrbuch
- Sommerfest

## Ehemalige Schüler
- Elisabeth Schwarzhaupt (1901–1986), Politikerin (CDU)
- Doris Wetterhahn (1921–1983), Hauptreferentin im Ministerium für Volksbildung der DDR
- Kari Köster-Lösche (* 1946), Wissenschaftlerin und Autorin
- Philipp Nimmermann (* 1966), politischer Beamter (Bündnis 90/Die Grünen)
- Cornelia Anken (* 1967), Schriftstellerin
- Benjamin List (* 1968), Nobelpreisträger 2021
- Olaf Cunitz (* 1968), Politiker (Bündnis 90/Die Grünen)
- Sarah Sorge (* 1969), Politikerin (Bündnis 90/Die Grünen)
- Moses Pelham (* 1971), deutscher Rapper und Geschäftsführer des Musiklabels Pelham Power Productions auch 3P genannt*
- Omid Nouripour (* 1975), Politiker (Bündnis 90/Die Grünen)
- Enissa Amani (* 1981), Komikerin